# کندالیا (تگزاس)
کندالیا (به انگلیسی: Kendalia) یک منطقهٔ مسکونی در ایالات متحده آمریکا است که در شهرستان کندال، تگزاس واقع شده‌است. کندالیا ۴۲۱٫۸۵ متر بالاتر از سطح دریا واقع شده‌است.